# Fritz Philippi

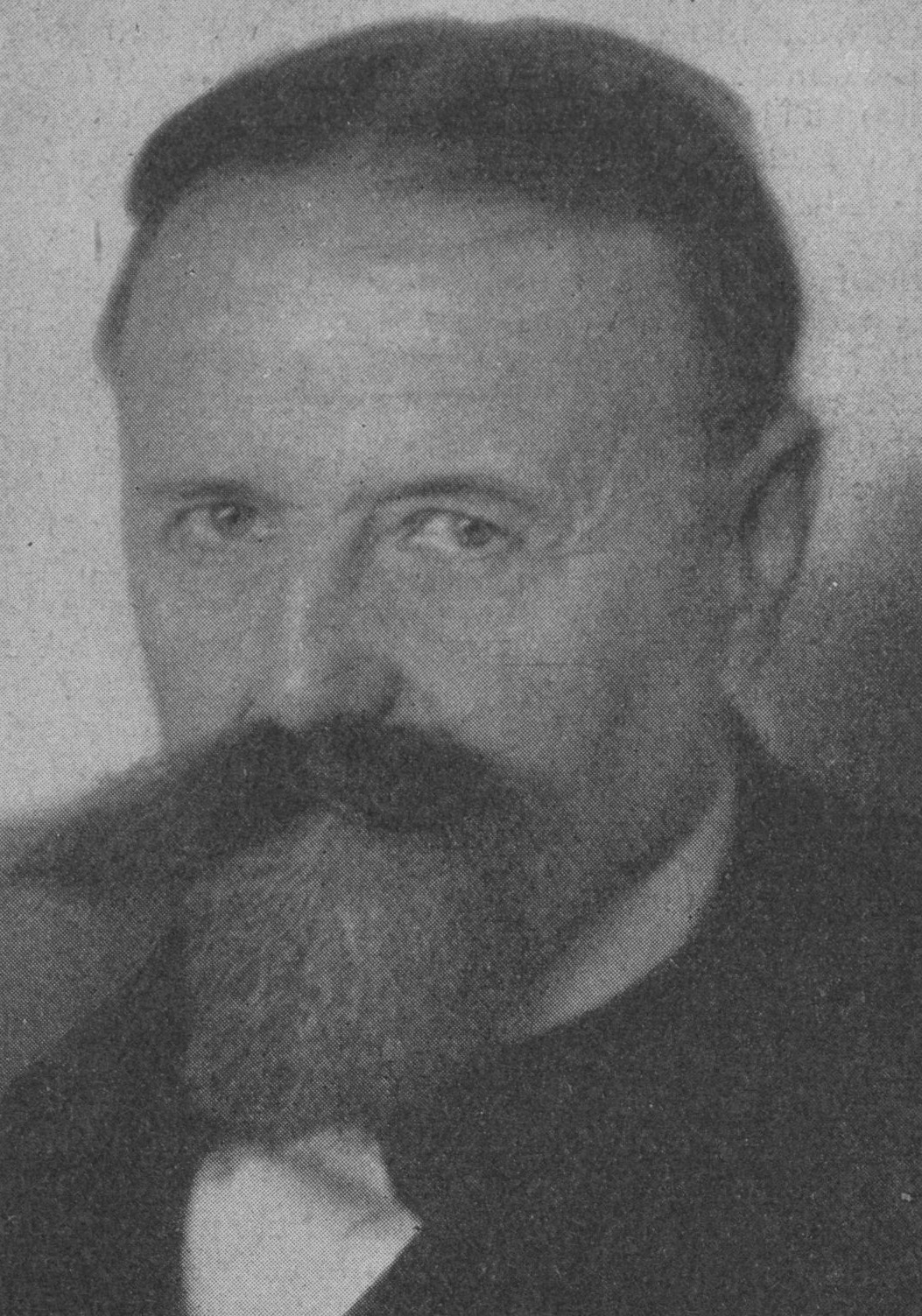
Fritz Philippi, um 1929

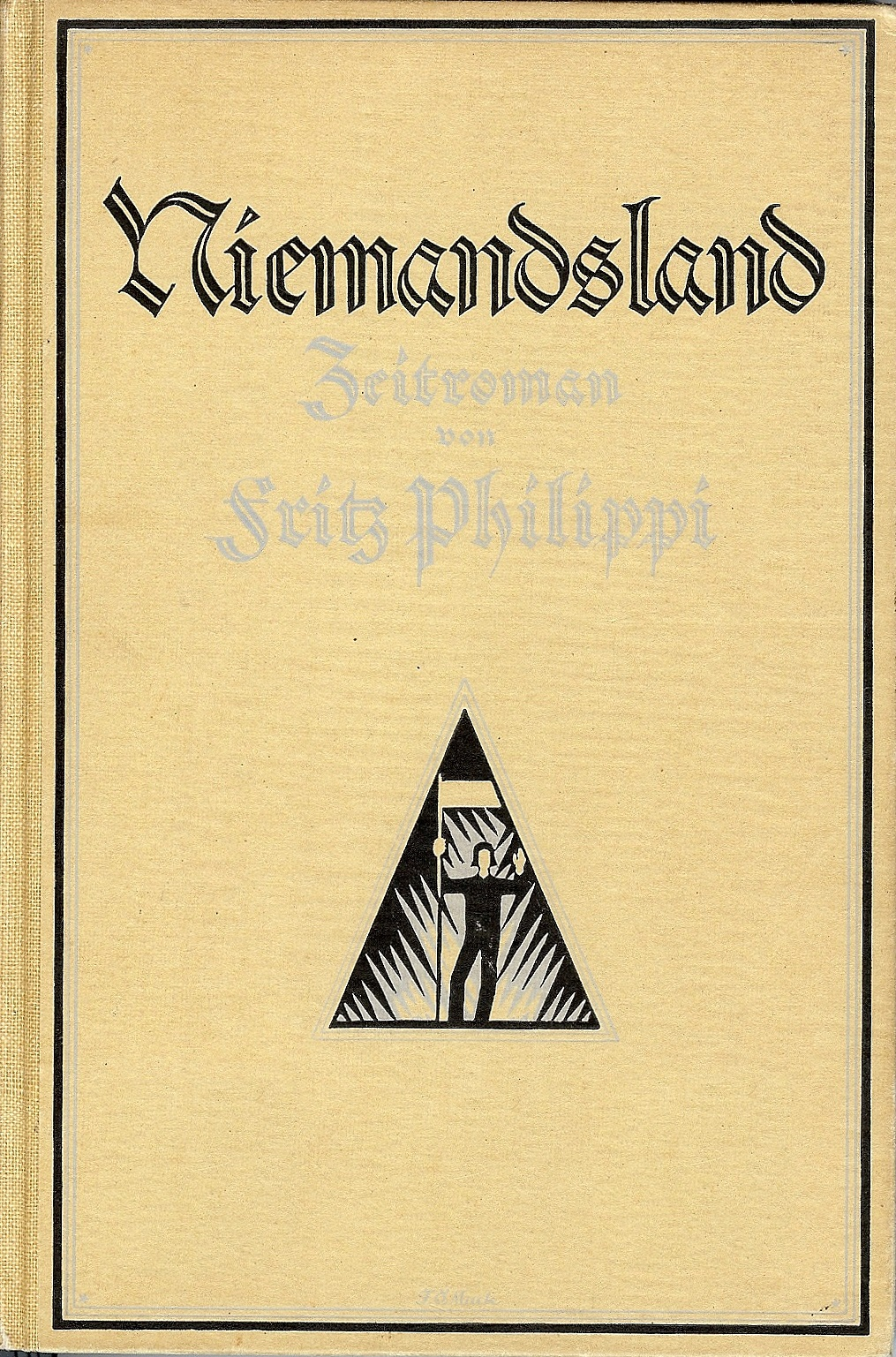
Niemandsland. Stuttgart, Berlin, Leipzig. 1923

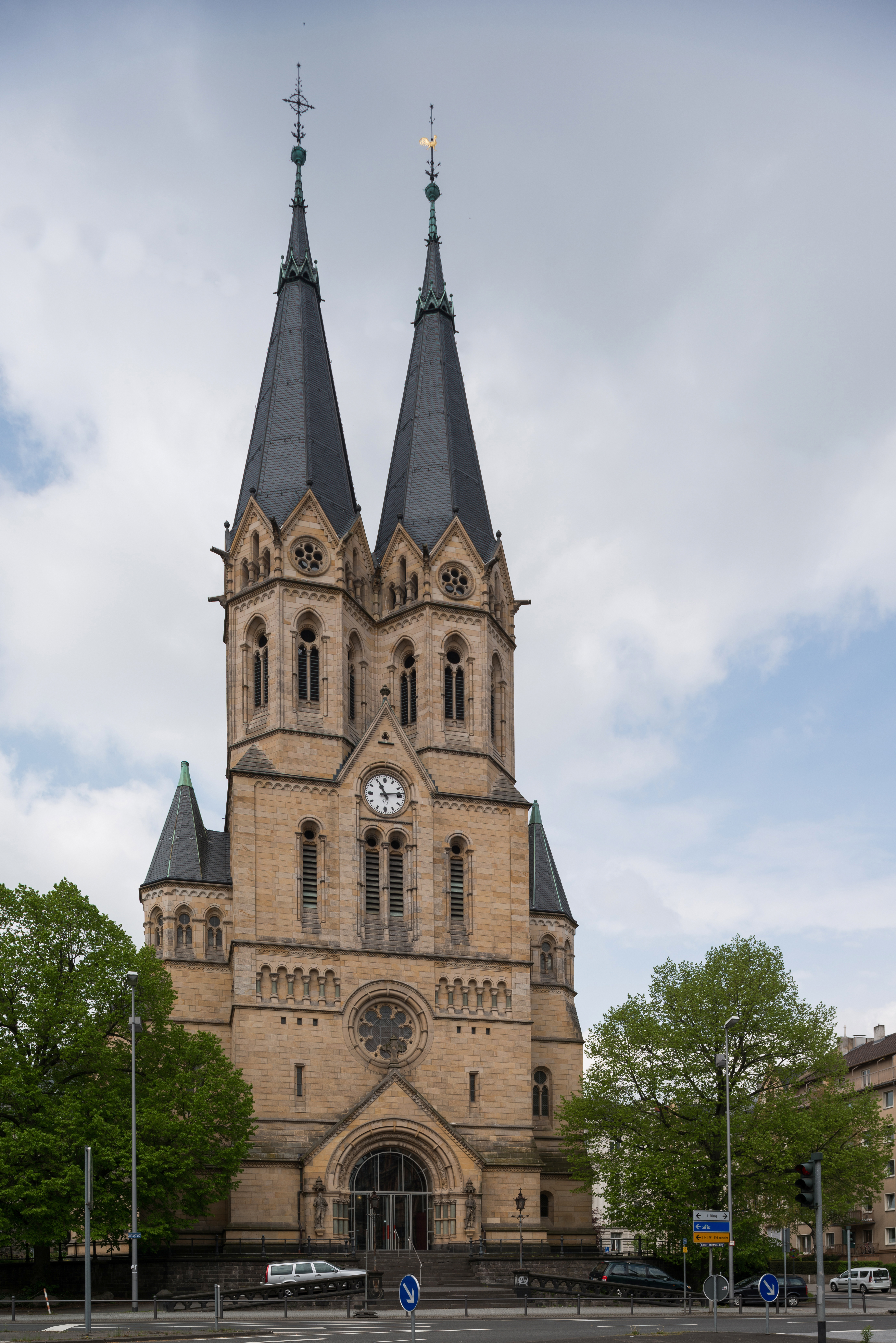
Ev. Ringkirche in Wiesbaden, Arbeitsplatz von Fritz Philippi

Friedrich Heinrich Wilhelm (Fritz) Philippi (* 5. Januar 1869 in Wiesbaden; † 20. Februar 1933 im Schnellzug von Freiburg nach Wiesbaden) war ein deutscher Pfarrer und Schriftsteller aus Hessen-Nassau. 

## Leben
Philippi wurde als Sohn eines Schlossermeisters in Wiesbaden geboren. Er studierte Evangelische Theologie in Berlin, Tübingen und Marburg und wurde 1894 in Wiesbaden ordiniert. 1889 wurde er Mitglied der Straßburger Burschenschaft Arminia zu Tübingen. Bis 1895 war er Vikar in Freiendiez, danach bis Juli 1897 Pfarrverwalter von St. Peter bei Diez. 1897 trat er seine erste Stelle als Gemeindepfarrer in Breitscheid im Dillkreis an. Dort blieb er bis 1904. Anschließend ging er wieder nach St. Peter bei Diez, wo er als Gemeindeseelsorger bis 1911 wirkte. Von 1911 war er, mit dreieinhalbjähriger Unterbrechung durch Militärdienst im Ersten Weltkrieg, bis zu seinem Tod Pfarrer an der Ringkirche und Landeskirchenrat in Wiesbaden.

## Werk
Philippi war neben seinem Seelsorgeramt als Schriftsteller tätig. Er schrieb Gedichte, Dramen und Erzählungen, veröffentlichte Predigten, nahm zu Zeitfragen Stellung und kritisierte auch seine Kirchenoberen. Wenn auch in vielen seiner Werke das Verhältnis des Menschen zu Gott thematisiert wird und ein Pfarrer als Protagonist auftritt.
In seinen kürzeren Prosastücken aus der Breitscheider Zeit beschreibt Philippi die Lebensbedingungen der Landbevölkerung im Hohen Westerwald an der Schwelle des Industriezeitalters.
Kleine Bauern, Töpfer, Wanderarbeiter und Müller, Sonderlinge und religiöse Schwärmer sind die Hauptakteure in Handlungen, deren Dramatik sich aus der Härte des Alltags entfaltet, aus dem Daseinskampf in einer Region, die wegen ihrer Unwirtlichkeit als „Nassauisch Sibirien“ bezeichnet wurde. Philippi schildert Land und Leute mit realistischen, bisweilen auch expressionistischen Stilmitteln und psychologischem Scharfblick. Auch seine Erzählungen aus dem Zuchthaus von Diez, wo von 1904 an die Häftlingsbetreuung zu seinen Aufgaben als Pfarrer von St. Peter gehörte, bringen Not und Hoffnung der Menschen zur Sprache, ohne einen moralisierenden oder platten Ton anzuschlagen. Die kritische Liberalität seiner Einstellung zu Strafjustiz und Strafvollzug und sein humanistisches Menschenbild widersprechen dabei der herrschenden Meinung der damaligen Zeit.
Nach der letzten Ausgabe von Erzählungen Philippis im Jahr 1929 - die beiden Geschichten um den „Pfarrer Mathias Hirsekorn“ wurden allerdings 1937 in der Weberschiffchen-Bücherei noch einmal aufgelegt - drohte sein Werk in Vergessenheit zu geraten. Eine differenzierte Aufarbeitung der literarischen Leistung Philippis steht noch aus. Im November 2008 sind nach fast 80 Jahren erstmals wieder Westerwälder Geschichten Philippis erschienen.

## Werke (Auswahl)
- Aus der Stille, Gedichte, Eugen Salzer, Heilbronn 1901
- Jeremia, Drama, Eugen Salzer, Heilbronn 1905
- Menschenlied, Gedichte, Eugen Salzer, Heilbronn 1906
- Unter den langen Dächern, Erzählungen vom Westerwald, Eugen Salzer, Heilbronn 1906
- Auf der Insel, Zuchthausgeschichten, Buchverlag der Hilfe, 1910
- Adam Notmann, Roman, Grote, Berlin 1916
- Wendelin Wolf, Roman, Gotthelf-Verlag, Bern-Leipzig 1917
- Auf der Hohen Heide, Bauerngeschichten, Bibliographisches Institut, Leipzig 1921
- Erdrecht, Roman, Bibliographisches Institut, Leipzig 1922
- Niemandsland, Union, Stuttgart, Berlin, Leipzig, 1923
- Vom Pfarrer Mathias Hirsekorn und seinen Leuten, Autobiographisches, J. J. Weber, Leipzig 1924 (1937: Nr. 25 in der Weberschiffchen-Bücherei)
- Belial, Drama, Bücherstube am Museum, Wiesbaden 1924
- Pfarrer Hirsekorns Zuchthausbrüder, Autobiographisches, J. J. Weber, Leipzig 1925 (1937: Nr. 26 in der Weberschiffchen-Bücherei)
- Aus dem Westerwald, Gesammelte Erzählungen, Volksverband der Bücherfreunde, 1927
- Das geistliche Gespenst, Geschichten aus dem Westerwald, herausgegeben und mit einem Nachwort versehen von Johann Peter, Nomen-Verlag, Frankfurt am Main 2008, ISBN 978-3-939816-07-2

## Ehrungen
Im Ortsbezirk Wiesbaden-Rheingauviertel ist die Fritz-Philippi-Straße nach ihm benannt. Seit 1998 trägt die Mittelpunkt-Schule in Breitscheid den Namen des Dichters.